# エミリヤ・バラナック
エミリヤ・バラナック（Emilija Baranac, 1994年8月4日 - ）は、カナダ出身の女優である。